# SŽD-Baureihe ТЭ10
Die Lokomotiven der SŽD-Baureihe ТЭ10 (deutsche Transkription TE10) der Sowjetischen Eisenbahnen (SŽD) sind breitspurige Diesellokomotiven mit dieselelektrischer Kraftübertragung, welche hauptsächlich im Güterzugdienst eingesetzt waren. Bei Auslieferung der ersten Lokomotive war die ТЭ10 die stärkste einrahmige Diesellokomotive der Welt. Abgeleitete und überarbeitete Varianten der ТЭ10 wurden bis Ende der 90er Jahre gebaut. Es entstanden dabei beinahe 10'000 Lokomotiven mit beinahe 20'000 Sektionen, womit diese Lokomotiven-Familie zu den größten Welt zählen dürfte. Neuere Baureihen haben einen mechanischen Teil, der gleich zur Baureihe 2ТЭ116 ist, zeichnen sich aber im Unterschied zu dieser Baureihe durch den Gleichstrom-Traktionsgenerator aus.

## Geschichte
Die Lokomotiven entstand 1957 in der Lokomotivfabrik Charkow als Weiterentwicklung der SŽD-Baureihe ТЭ3 mit dem wesentlichen Unterschied eines neu entwickelten 12-Zylinder-Motors, der gegenüber dem in der ТЭ3 verwendeten 10-Zylinder-Motor eine höhere Leistung hatte. Zur Leistungserhöhung sorgten außer den zwei zusätzlichen Zylindern auch Abgasturboaufladung und damit ein höherer Ladedruck.  Weiter erhielt die Lokomotive einen selbsttragenden Kasten, wobei diese Konstruktion bei den Weiterentwicklungen der ТЭ10 wieder verlassen wurde.
Den Prototyp stellte die Lokomotivfabrik Charkow im Jahr 1958 als ТЭ10-001 her. Von 1958 bis 1961 folgten die Serienlokomotiven, die gegenüber dem Prototyp einige kleine Detailverbesserungen aufwiesen. Als wesentliche Verbesserung kann die Ausrüstung mit dem gegenüber dem 9D100 Motors des Prototypes verbesserten Dieselmotor 10D100 bezeichnet werden, der wieder über 10 Zylinder verfügte.
Die Lokomotiven waren im Güter- und Personenzugdienst auf nichtelektrifizierten Strecken der UdSSR eingesetzt und waren eine Baureihe, die vom Fahr- und Werkstattpersonal wegen ihrer einfachen Bedienung und Robustheit geschätzt wurde. Die Lokomotiven wiesen eine ähnliche Stirnfront auf, wie die später in Mitteleuropa eingesetzten M62 (DR V 200, Taigatrommel). Diese wiesen aber auf Grund des kleineren Kastenquerschnittes einen leistungsschwächeren Motor auf.
Die Lokomotiven wurden zuerst in der von Samara aus verwalteten Kuibyschewer Eisenbahn eingesetzt, später auch auf der Nordkaukasischen Eisenbahn. Am 1. Januar 1976 befanden sich alle Lokomotiven bis auf eine bei der Süd-Eisenbahn, auf dem Gebiet der heutigen Ukraine, wo sie hauptsächlich im schweren Rangierdienst eingesetzt waren. In den 80er Jahren wurden die meisten Lokomotiven ausrangiert, 1990 waren nur noch drei Lokomotiven im Bestand, die heute wahrscheinlich nicht mehr in Betrieb sind oder zu mehrteiligen Baureihen umgebaut wurden.
Die ТЭ10-006 ist im Eisenbahnmuseum in Lubny im Originalzustand erhalten.

## Technische Beschreibung
Die ТЭ10 ist eine Lokomotive mit zwei dreiachsigen Drehgestellen. Die Aufbauten mit den beiden Endführerständen bilden mit dem geschweißten Bodenrahmen eine selbsttragende Einheit. Die Führerstände sind durch starke Zwischenwände von dem Maschinenraum abgetrennt. In diesem ist der Dieselmotor mit dem Hauptgenerator mittig angeordnet.
Als Dieselmotor wurde der 10D100 eingesetzt, ein 10-Zylinder-Zweitakt-Dieselmotor mit 3.000 PS. Für die Leistungserhöhung sorgte ein höherer Ladedruck. Der Dieselmotor ist über eine elastische Kupplung mit dem Hauptgenerator verbunden, Dieselmotor und Generator sind auf einem geschweißten Motortragrahmen gelagert.
Die sechs Tatzlager-Fahrmotoren wurden mit einer neuartigen Leistungsregelung geschaltet, bei der sich erstmals die Dieselmotorleistung und die Leistung der Kraftübertragungsanlage durch zusätzliche Regelglieder gegenseitig beeinflussen. Dieses Regelsystem sorgt für eine gute Auslastung des Dieselmotors und verhindert, dass der Dieselmotor bei Ausfall eines Zylinders oder bei veränderten Kraftstoffbedingungen unzulässig belastet wird. Der Fahrschalter besitzt 15 Fahrstufen.

## Weiterentwicklungen

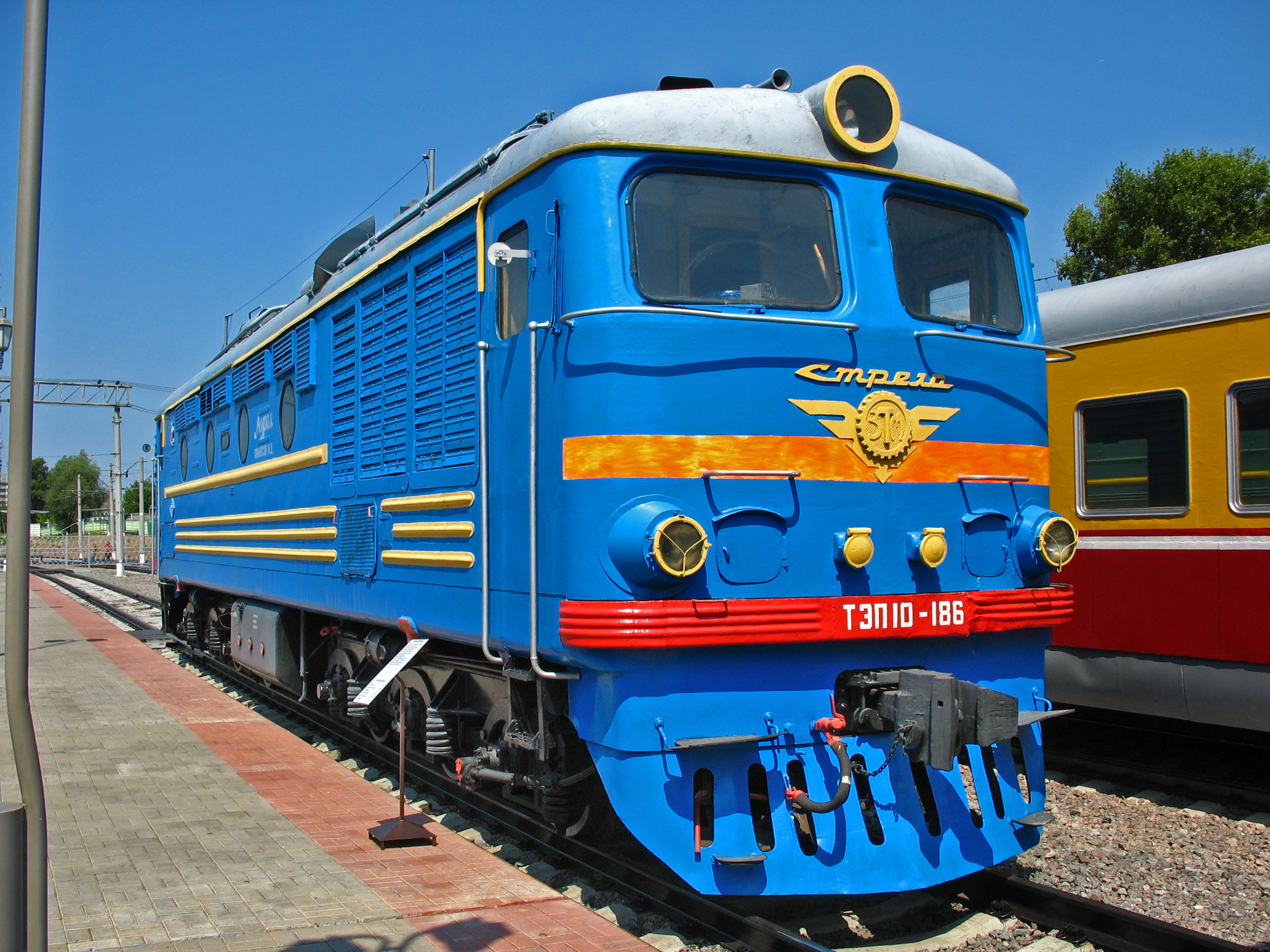
ТEP10 (ТЭП10)

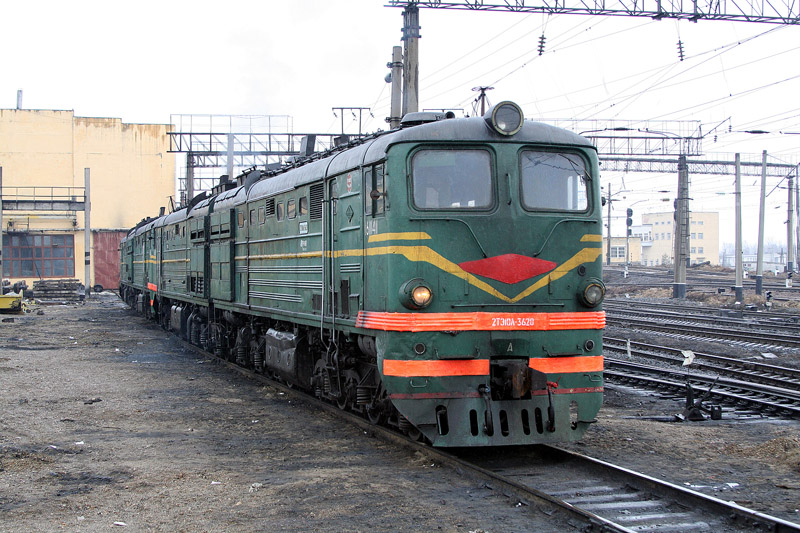
2ТE10L (2ТЭ10Л)

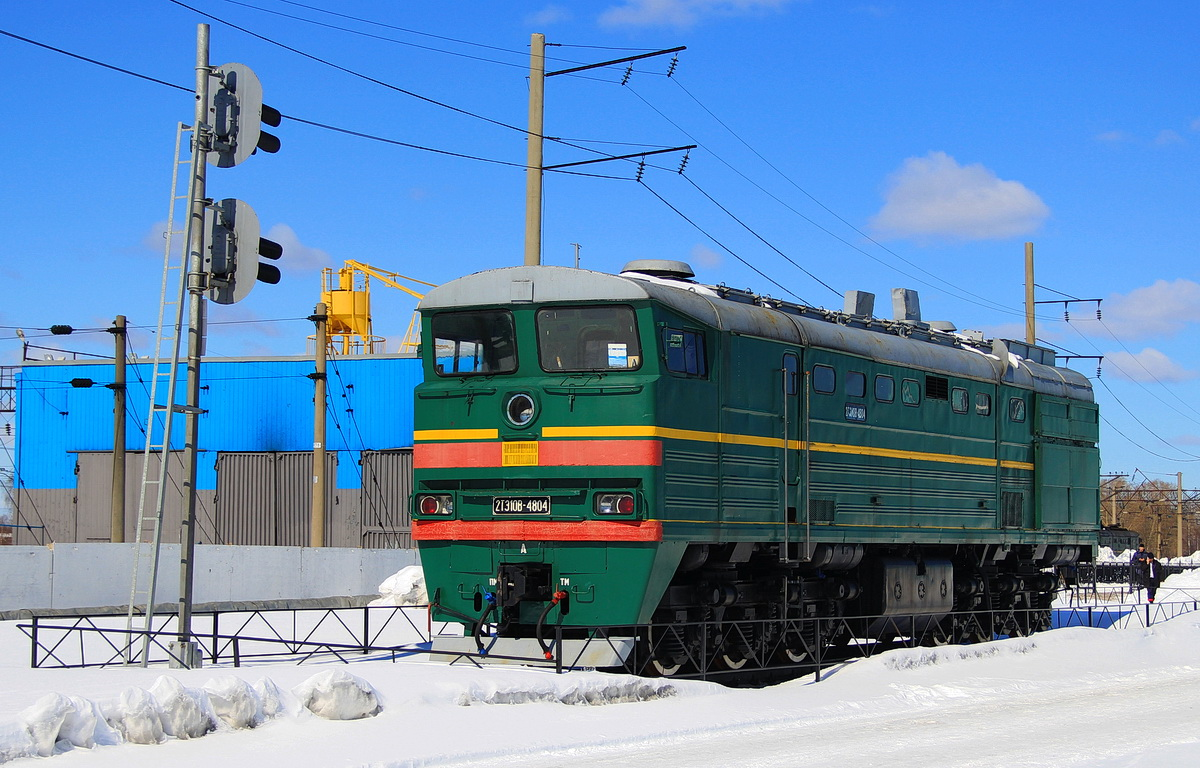
2ТE10W (2ТЭ10В)

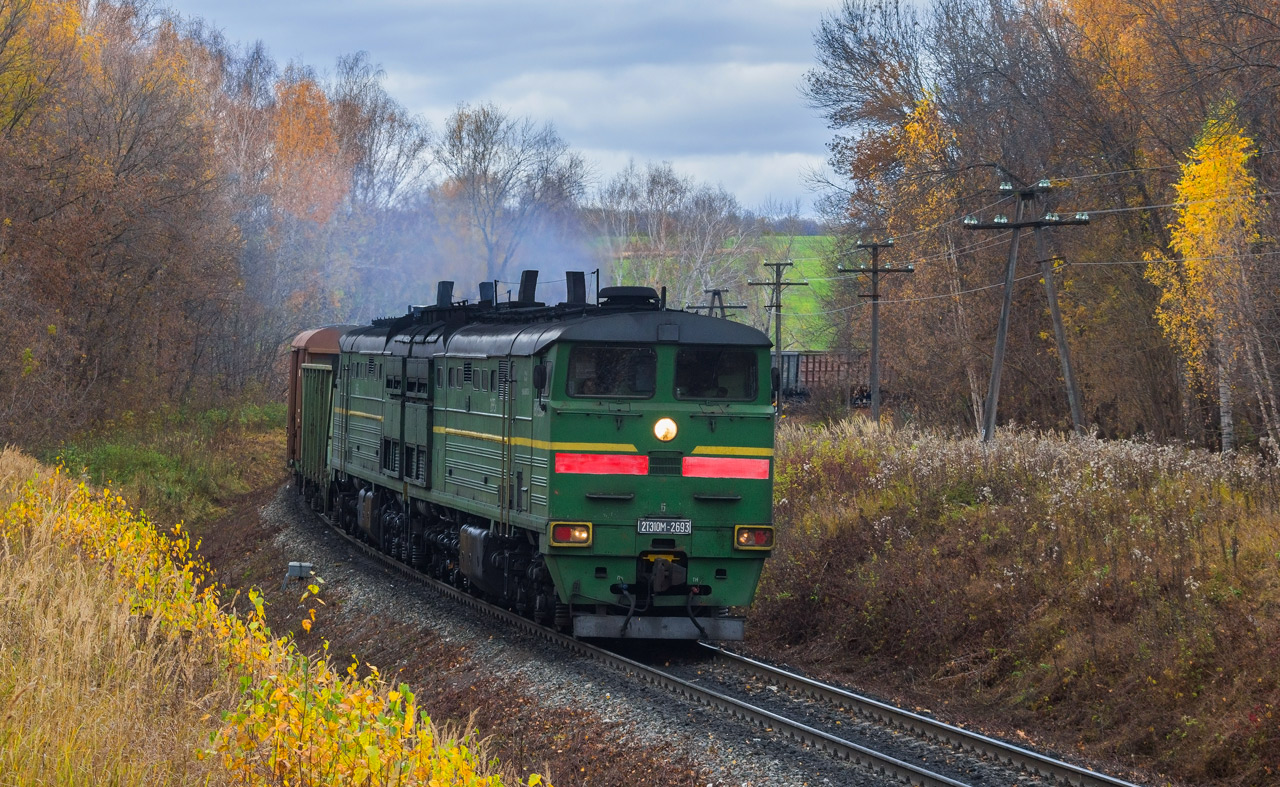
2ТE10M (2ТЭ10М)

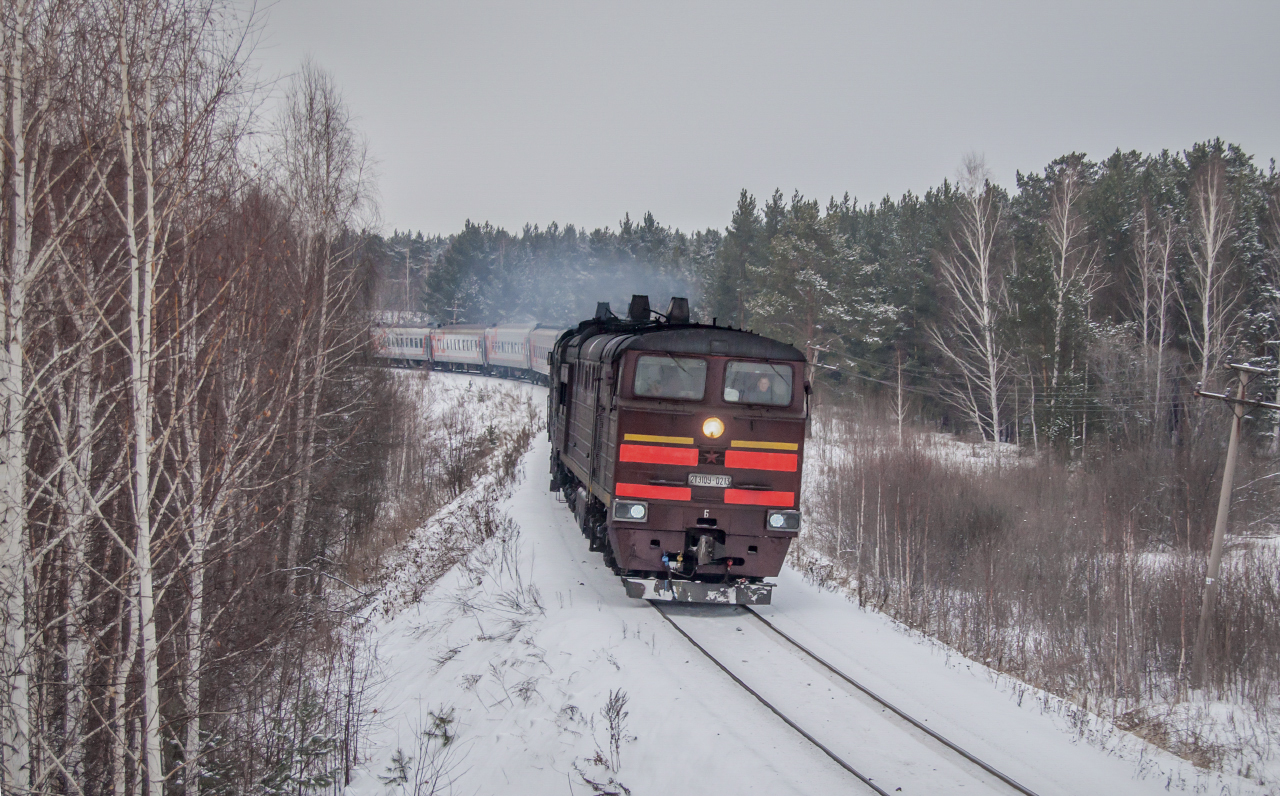
2ТE10U (2ТЭ10У)

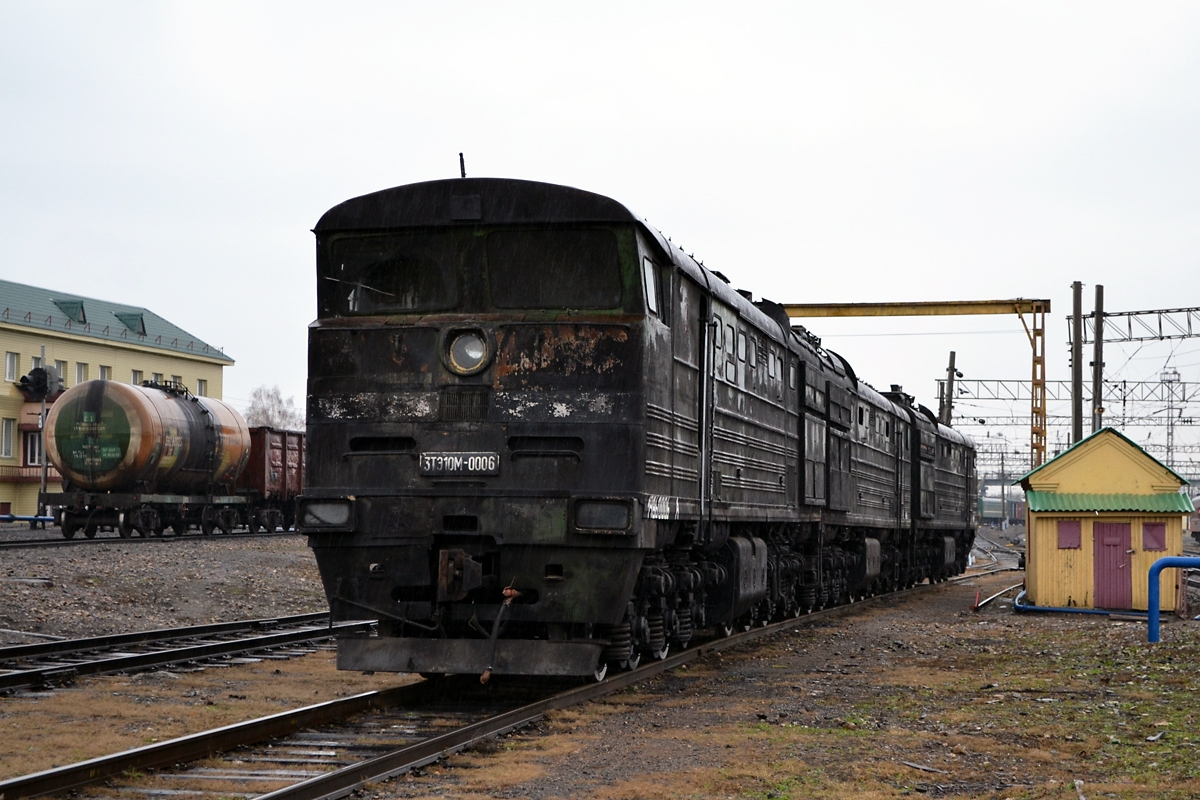
3ТE10M (3ТЭ10М)

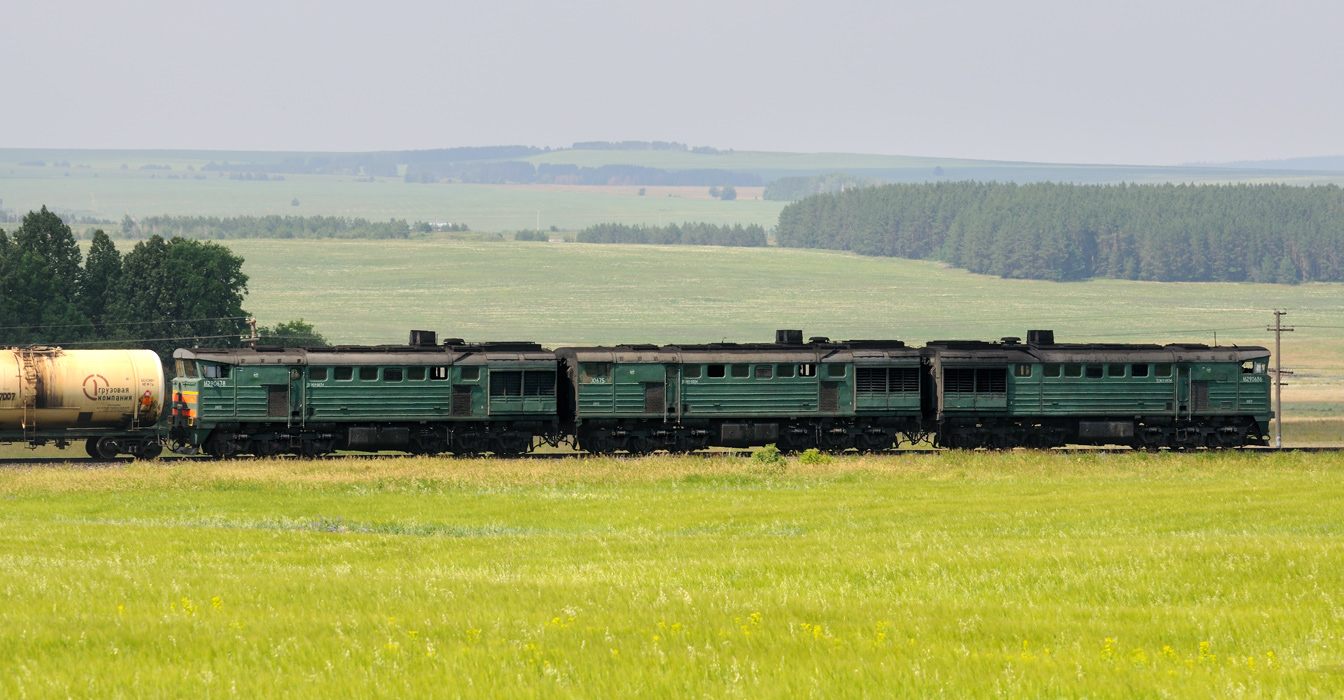
3ТE10U (3ТЭ10У)

Obwohl von der ТЭ10 nur 26 Stück gebaut wurden, bewährt sie sich als Grundlage für zahlreiche weitere Varianten. Auf der Basis der ТЭ10 wurden die folgenden SŽD-Baureihen entwickelt:
- 2ТЭ10 – eine Doppellokomotive für den Güterverkehr, gebaut in 19 Exemplaren
- ТЭП10 – eine Einzellokomotive mit einer Höchstgeschwindigkeit von 140 km/h für den Personenverkehr, gebaut in 335 Exemplaren
- 2ТЭ10Л – eine Doppellokomotive für den Güterverkehr aus der Lokomotivfabrik Luhansk, gebaut in 3192 Exemplaren. Bei dieser Baureihe wurde anstelle des selbsttragenden Kasten wieder eine Konstruktion mit Bodenrahmen und nicht-selbsttragende Aufbauten verwendet, die ähnlich der im gleichen Werk gebauten ТЭ3 war. Das Л in der Baureihen-Bezeichnung steht  für Lugansk.
- ТЭП10Л – eine Einzellokomotive mit einer Höchstgeschwindigkeit von 140 km/h, gebaut in 218 Exemplaren
- 2ТЭ10В – eine Doppellokomotive für den Güterverkehr, gebaut in 1898 Exemplaren. Sie bestand aus den Hauptkomponenten der 2ТЭ10Л, die in den mechanischen Teil der 2ТЭ116 eingebaut wurden. Die Lok zeichnete sich durch den ungesickten Lokkasten und die achshalterlosen Drehgestelle aus. Das В in der Bezeichnung steht für Ворошиловград (deutsch: Woroschilowgrad), der damaligen Bezeichnung von Lugansk
- 3ТЭ10В – Prototyp einer dreiteiligen Lokomotive für den Güterverkehr, gebaut in einem einzigen Exemplar, zwei Sektionen einer 2ТЭ10В wurden mit einer Mittelsektion ohne Führerstand ergänzt
- 2ТЭ10М – eine verbesserte Variante der Doppellokomotive 2ТЭ10В für den Güterverkehr, gebaut in 2444 Exemplaren. Das M in der Bezeichnung steht für Modernisiert.
- 2ТЭ10МК – eine Doppellokomotive für den Güterverkehr, gebaut in 20 Exemplaren. Die Lokomotiven sind gleich wie die Baureihe 2ТЭ10M, wurden aber mit dem in der 2ТЭ116 eingesetzten Dieselmotor 5D49 der Lokomotivfabrik Kolomna ausgerüstet. Das К steht für Kolomna.
- 2ТЭ10Г – ein Prototyp einer dreiteiligen Lokomotive für den Güterverkehr, gebaut in 2 Exemplaren. Die Lokomotive konnte sowohl mit Diesel, als auch mit Erdgas betrieben werden. Das Erdgas wurde verflüssigt in Behältern in der antriebslosen Mittelsektion mitgeführt. Das russische G (Г) in der Bezeichnung steht für Gas.
- 2ТЭ10С – eine Doppellokomotive ausgelegt für den schweren Güterverkehr und die klimatischen Bedingungen auf der Baikal-Amur-Magistrale, gebaut in 3 Exemplaren
- 2ТЭ10У – eine Doppellokomotive für den Güterverkehr, gebaut in 555 Exemplaren. Die Lokomotive weist gegenüber der 2ТЭ10M eine verbesserte Elektrik und einen überarbeiteten Dieselmotor auf, der im Leerlauf kraftsoffsparender arbeitet
- 3ТЭ10У – eine dreiteilige Lokomotive, gebaut in 79 Exemplaren. Die Lokomotive besteht aus den beiden Sektionen einer 2ТЭ10У ergänzt durch eine Mittelsektion ohne Führerstand
- 2ТЭ10УТ – eine Doppellokomotive für den Personenverkehr, gebaut in 100 Exemplaren. Die Lokomotive ist ähnlich zur 2ТЭ10У, ist aber für eine Höchstgeschwindigkeit von 120 km/h ausgelegt.
- 2ТЭ10УП  – eine Doppellokomotive für Industriebahnen, gebaut in nur 2 Exemplaren
- 3ТЭ10М – eine dreiteilige Lokomotive, gebaut in 639 Exemplaren. Die Lokomotive besteht aus den beiden Sektionen einer 2ТЭ10M ergänzt durch eine Mittelsektion ohne Führerstand
- 4ТЭ10С – eine vierteilige Lokomotive, gebaut in 25 Exemplaren, wie die 2ТЭ10С aber ergänzt mit zwei Mittelsektion ohne Führerstand

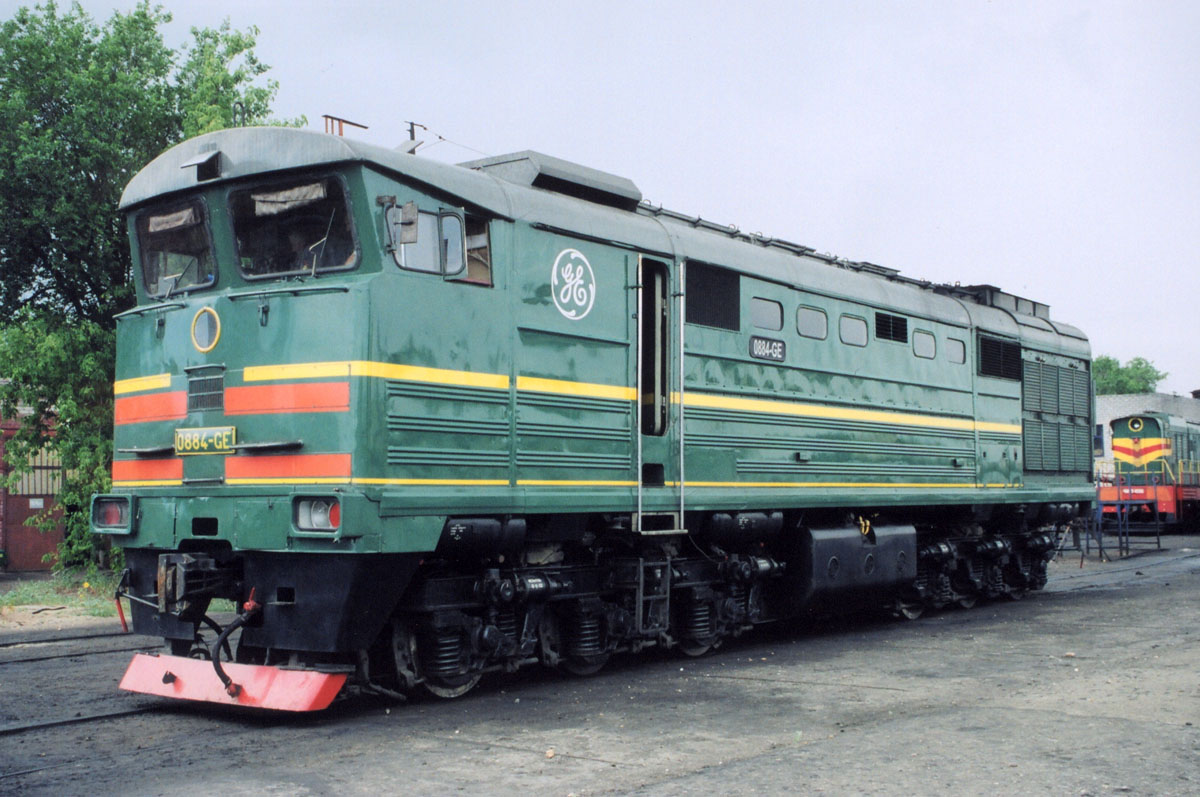
ТЭ10М-0884 GE

Tabellarische Übersicht
| Baureihe | mechanischer Aufbau ähnlich zur 2ТЭ116 | Anzahl Sektionen | Hersteller | Einsatz          | Baujahr   | Anzahl Lokomotiven |
| -------- | -------------------------------------- | ---------------- | ---------- | ---------------- | --------- | ------------------ |
| ТЭ10     |                                        | 1                | Charkow    | Güterverkehr     | 1958–1961 | 26                 |
| 2ТЭ10    |                                        | 2                | Charkow    | Güterverkehr     | 1960–1963 | 19                 |
| ТЭП10    |                                        | 1                | Charkow    | Reiseverkehr     | 1960–1968 | 335                |
| 2ТЭ10Л   |                                        | 2                | Luhansk    | Güterverkehr     | 1961–1977 | 3192               |
| ТЭП10Л   |                                        | 1                | Luhansk    | Reiseverkehr     | 1964–1967 | 218                |
| 2ТЭ10В   | x                                      | 2                | Luhansk    | Güterverkehr     | 1975–1981 | 1898               |
| 3ТЭ10В   | x                                      | 3                | Luhansk    | Güterverkehr     | 1978      | 1                  |
| 2ТЭ10M   | x                                      | 2                | Luhansk    | Güterverkehr     | 1981–1990 | 2444               |
| 2ТЭ10МК  | x                                      | 2                | Luhansk    | Güterverkehr     | 1981      | 20                 |
| 2ТЭ10Г   | x                                      | 2 + Gastender    | Luhansk    | Güterverkehr     | 1988      | 2                  |
| 2ТЭ10С   | x                                      | 2                | Luhansk    | Güterverkehr BAM | 1988      | 3                  |
| 2ТЭ10У   | x                                      | 2                | Luhansk    | Güterverkehr     | 1989–1996 | 555                |
| 3ТЭ10У   | x                                      | 3                | Luhansk    | Güterverkehr     | 1990–1992 | 79                 |
| 2ТЭ10УТ  | x                                      | 2                | Luhansk    | Reiseverkehr     | 1989–1997 | 100                |
| 2ТЭ10УП  | x                                      | 2                | Luhansk    | Industrie        | 1991      | 2                  |
| 3ТЭ10М   | x                                      | 3                | Luhansk    | Güterverkehr     | 1979–1990 | 639                |
| 4ТЭ10С   | x                                      | 4                | Luhansk    | Güterverkehr BAM | 1983–1987 | 25                 |